# Adolf 3. af Holsten
Adolf 3. af Holsten (født 1164, død 3. januar 1225) var greve af Holsten fra 1164 til 1203, hvor han blev afsat. Han tilhørte Slægten Schauenburg og var søn af grev Adolf 2. af Holsten og Mechthild af Schwarzburg (død 1191/1193).

## Biografi
Adolf III efterfulgte sin fader i 1164 under moderens formynderskab. Han var hertug Henrik Løves støtte, fulgte denne på et felttog mod ærkebiskoppen af Köln og modtog derfor rettigheder i det mellemste Weser-område af Henrik. Dette område skulle blive Grevskabet Schauenburgs territorialbase.
I 1180 svigtede Adolf imidlertid Henrik Løve, blev fordrevet af denne fra Holsten, vendte 1181 tilbage under kejser Frederik Barbarossas fremgangsrige rigskrig og nedkæmpede den hertugelige partigænger greve Konrad af Rhoden. Henrik Løve gik i eksil, og kejser Frederik indsatte en ny hertug, Bernhard 3. af Sachsen, hvis hertugdømme begrænsedes til det østlige Sachsen.
Hertug Bernhard krævede lenshøjhed over grevskaberne Holsten, Ratzeburg, Schwerin, Lüchow og Danneberg, men grev Adolf søgte større autonomi. Da hertug Bernhard ankom til Ertheneburg 1182 for der at lade sig hylde, nægtede Adolf at deltage. Bruddet med den nye hertug blev totalt, da greverne af Holsten, Ratzeburg og Schwerin gik sammen og lod borgen Lauenburg ødelægge samme år, 1182. På kejserens befaling måtte greverne dog gøre bod og genopføre borgen.
I 1188 grundlagde Adolf på den vestre kyst af Alster (i nutidens Hamborg) sammen med en gruppe af købmænd en markeds- og handelsbosættelse, som ved et kejserligt diplom udfærdiget den 7. maj 1189 fik betydelige handels- og stadsretslige privilegier. Dette kejserlige diplom kan anses som grundlag for den senere hansestad Hamborg (Hamburger Neustadt).
Adolf førte vedvarende krige mod slaverne og hertugerne af Slesvig, mod Danmark og mod ærkebiskopperne af Bremen og opnåede grevelige rettigheder i Ditmarsken. I årene 1189-1191 var han på ny trængt af den fra sit eksil hjemvendte Henrik Løve, dette på et tidspunkt da Adolf selv var i Palæstina som deltager i den det tredje korstog. Da Adolf i foråret 1191 kom hjem fra korstoget, kunne han med hjælp fra hertug Bernhard og markgreve Otto 2. af Brandenburg atter tage sit grevskab i besiddelse. Adolf forlenedes nu med Lübeck, og efter at have erobret Hamborg og Stade formåede greven i sommeren 1192 at få Lübeck til at åbne sine porte for ham.
Adolf understøttedes af den danske prins Valdemar Knudsen, biskop af Slesvig og ærkebiskop af Bremen samt søn af den i 1157 myrdede kong Knud 5. af Danmark og blev lovet Ditmarsken af denne. Adolf bistod biskoppen i oprøret mod Danmark i 1193, var 1196-1198 på ny i Palæstina og formåede 1199 at forhindre den danske konge Knud 6.s erobringsforsøg mod Hamborg. Samme år, i 1199, bistod Adolf markgreve Otto 2. af Brandenburg i dennes angreb på Pommern men mistede nu Ditmarsken og den nybyggede fæstning Rendsborg.
I 1201 vandt Adolf Ratzeburg efter, at fyrstehuset der var uddødt, desuden Lauenburg. Men blandt lavadelen og bønderne var Adolf ikke ret populær, hvilket skal have beroet på hans pragtlystne personlighed, og disse vendte sig til Danmark. I 1201 blev Adolf ved slaget ved Stellau taget til fange og indsat på Søborg Slot. For at blive frigivet afstod han i 1203 Holsten og Wagrien til grev Albrecht af Weimar-Orlamünde.
Efter afslutningen af fangenskabet trak Adolf sig tilbage til sit stamland, Grevskabet Schauenburg, hvor han konsekvent fortsatte med at udbygge sit territorialherskab. Han vandt blandt andet Stadthagen og Rhoden og bekæmpede biskopperne af Paderborn og Minden med hensyn til deres lensrettigheder i Schauenburg. Ud over de åndelige modstandere havde Adolf også verdslige: Schwalenberg, Ravensburg og Lippe.
Adolf opholdt sig tidvis ved kejserens hof for at bede om hjælp mod Danmark men fængsledes på ny i 1223 og måtte atter abdicere. Han døde i 1225 på sit stamslot, borgen Schaumburg.

## Familie
Adolf 3. giftede sig første gang 1182 med Adelheid af Assel (død 1185). Han giftede sig igen inden 10. maj 1189 med Adelheid af Querfurt (død før 1224). Parret fik følgende børn:
1. Konrad von Schauenburg (død 1237/1238)
2. Adolf 4. af Holsten (omkring 1195-1261), greve af Holsten
3. Bruno af Olmütz (omkring 1204-1281), biskop af Olmütz